# ایساویا
ایساویا (انگلیسی: Isavia) شرکت دولتی هوانوردی ایسلندی است، که در سال ۲۰۱۰ تأسیس شد.